# Goudur, Lingsugur
Goudur là một làng thuộc tehsil Lingsugur, huyện Raichur, bang Karnataka, Ấn Độ.